# The Luyas
The Luyas é uma banda de indie rock da cidade de Montreal, Quebec, no Canadá. Fundada em 2006 pelo casal Jessie Stein, a banda é conhecida por suas apresentações ao vivo, como também pelo uso de um grande número de instrumentos musicais; principalmente guitarra, bateria; mas também Moodswinger, violino, Wurlitzer, xilofone e trompa.

## Integrantes
Além do casal formado pelos fundadores Jessie Stein, Pietro Amato e Stefan Schneider, outros membros da banda incluem Mathieu Charbonneau e Sarah Neufeld (Arcade Fire).
Neufeld, Schneider e Amato também tocaram na banda instrumental Bell Orchestre e Amato e Charbonneau na Torngat.

## Discografia

### Álbuns
- Faker Death, 2007, cd, rerelease 2008, Pome Records
- Too Beautiful to Work, 2011, Dead Oceans Records

### 7
- Tiny Head/Spherical Mattress 7"  2009

## Video
- Views of Montreal: The Luyas, 2009, Vincent Moon (Take-Away Show #99)